# Toxocarpus insularis
Toxocarpus insularis là một loài thực vật có hoa trong họ La bố ma. Loài này được (Miq.) Bakh. f miêu tả khoa học đầu tiên năm 1950.